# Adam Rudolf Solger
Adam Rudolf Solger (* 1. Oktober 1693 in Velden bei Nürnberg; † 23. November 1770 in Nürnberg) war ein deutscher evangelischer Geistlicher und Bibliothekar.

## Leben

### Familie
Adam Rudolf Solger war der Sohn des Stadtschreibers Jakob Christoph Solger und dessen Ehefrau Rosina (geb. Kaufani).
Seit 1721 war er in erster Ehe mit Anna Maria (geb. Schuster) (†  1761) und seit 1762 mit Susanna Johanna († 1789), Tochter des Ratskonsulenten Johann Friedrich Dannreuther, verheiratet.

### Ausbildung
Adam Rudolf Solger besuchte anfangs die Lorenzschule sowie anschließend das Gymnasium Aegidianum (heute: Melanchthon-Gymnasium) in Nürnberg und immatrikulierte sich am 15. September 1711 zu einem Theologiestudium an der Universität Altdorf und setzte das Studium 1715 an der Universität Jena fort. 1716 kehrte er nach Nürnberg zurück und trat 1717 in das Seminar der Predigerkandidaten ein und wirkte anfangs durch Unterweisung der Jugend und besonders durch seine Predigten.

### Werdegang
Am 15. August 1720 wurde er ordiniert und im gleichen Jahr erfolgte seine Ernennung zum Stadtvikar und zum Gefängnisgeistlichen, bis er 1721 auf die Tuchersche Pfarrei nach Sankt Helena berufen wurde. 1723 wurde er bereits zum Diakon von Wöhrd befördert, wechselte 1728 auf dieselbe Stelle bei St. Lorenz in Nürnberg und wurde dort 1740 Senior des Kollegiums. 1742 erhielt er die Prädikatur an der Liebfrauenkirche (heute: Frauenkirche); damit verbunden war eine Professur der Kirchen- und Gelehrtengeschichte am Aegidianum; einer seiner Schüler war unter anderem Georg Christoph Schwarz.
1756 wurde er Pfarrer an der St. Lorenz-Kirche und Inspektor des Seminars der Kandidaten für das Predigtamt, bis er 1759 Pfarrer an der Kirche St. Sebald und Antistes des nürnbergischen Kirchenministeriums und Bibliothekar der Stadtbibliothek wurde.
Als er starb, wurde er auf dem Nürnberger Johannisfriedhof beerdigt.

### Bibliophiles Wirken
Adam Rudolf Solger war bibliophil tätig und brachte mehrmals umfangreiche Bibliotheken zusammen, die seinerzeit durch ihre Seltenheit und die Kostbarkeit ihres Inhalts die Bewunderung der Gelehrten wie auch der Liebhaber erregten. Er orientierte sich dabei an dem zu seinen Lebzeiten mehrfach (Hamburg 1732, 1738, 1747 und 1753) gedruckten Catalogus historico-criticus librorum rariorum des Johannes Vogt (1695–1764) sowie an Bibliothekskatalogen; er kaufte seine Bücher auf Auktionen in Leipzig und Nürnberg.
Seine erste Bibliothek veräußerte er nach dem Tod seiner Tochter, begann aber kurz darauf, erneut eine Bibliothek zu sammeln, in der sich rare Manuskripte, Handschriften und Druckwerke befanden, die von Fürsten, Grafen und Gelehrten bewundert wurden. Er legte einen Katalog unter dem Titel Bibliotheca sive supellex librorum impressorum, in omni genere scientiarum maximam partem rarissimorum et codicum manuscriptorum, quos per plurimos annos collegit, iusto ordine disposuit, atque notis litterariis, ut historicae bibliognosiae opes aliquantulum augeantur, illustravit Adamus Rudolphus Solger, Minist. Eccl. Nor. Antistes, in aede parochiali primaria Divi Sebaldi Pastor, Hist. Eccl. atque Litt. P. P. ac illust. Reipublicae Bibliothecarius an, der von 1760 bis 1762 in drei Bänden erschien.
1766 verkaufte er für 15.000 Gulden seine 6850 Bände und 96 Handschriften umfassende Bibliothek an den Nürnberger Rat, der sie in der Stadtbibliothek aufnahm. Eine weitere dritte Bibliothek kam nach seinem Tod durch Kauf in ein bayrisches Kloster.

## Schriften (Auswahl)
- Bibliotheca sive supellex librorum impressorum, in omni genere scientiarum maximam partem rarissimorum et codicum manuscriptorum, quos per plurimos annos collegit, iusto ordine disposuit, atque notis litterariis, ut historicae bibliognosiae opes aliquantulum augeantur, illustravit Adamus Rudolphus Solger, Minist. Eccl. Nor. Antistes, in aede parochiali primaria Divi Sebaldi Pastor, Hist. Eccl. atque Litt. P. P. ac illust. Reipublicae Bibliothecarius.
  - Band 1. Nürnberg 1760.
  - Band 2. Nürnberg 1761.
  - Band 3. Nürnberg 1762.
- Adam Rudolph Georg Christoph Matthaei; Adam Rudolf Solger: Beweisgründe von der Uebereinstimmung der alten jüdischen Lehren mit der Lehre der Christen, von einem unerschafnen Engel, welcher ist Christus. Nürnberg 1770.